# 馬皮里潘
馬皮里潘是哥倫比亞的城鎮，位於該國中部，由梅塔省負責管轄，始建於1968年，面積11,938平方公里，海拔高度299米，2005年人口866，人口密度每平方公里0.07人。
2°53′N 72°08′W / 2.883°N 72.133°W